# Крауш, Дмитрий Юрьевич
Дмитрий Юрьевич Крауш (18 июня 1969) — советский и российский футболист, полузащитник, нападающий.

## Биография
В 1985—1987 годах был в составе московского «Торпедо», но выступал только за дубль. В 1987—1989 годах играл за СК ЭШВСМ во второй лиге — 72 игры, 7 мячей. 1990 год начал в ярославском «Шиннике», в мае провёл два матча — в Кубке СССР и первенстве второй лиги. Затем перешёл в московский «Асмарал» и за 1,5 сезона сыграл 25 матчей, забил два гола во второй лиге. В июне — июле 1992 сыграл три игры в высшей лиге чемпионата России, также играл за фарм-клубы «Асмарала» «Пресня» Москва и «Асмарал» Кисловодск. В сезоне 1992/93 играл в чемпионате России по мини-футболу за КСМ-24. В 1993 году переехал в Словакию, где выступал за «Баник» Прьевидза (1993—1998) и «Матадор» Пухов (1998—2003).